# 穆贾希德·安瓦尔·汗
穆贾希德·安瓦尔·汗空軍元帥是一名巴基斯坦空軍的退役高级军官，曾任巴基斯坦空軍第15任參謀長。 2018年3月19日，安華从其前任索海爾·阿曼手中接过巴基斯坦空军的指挥权。
穆贾希德·安瓦尔·汗出生于开伯尔-普什图省的一個拉傑普特穆斯林家庭。他于1983年12月進入巴基斯坦空軍服役。在他辉煌的职业生涯中，他指挥了一个戰鬥機中队，一个飞行联队，两个作战空军基地以及一个地区的空軍司令部。
穆贾希德·安瓦尔·汗毕业于約旦的战斗、參謀和指挥官学校和伊斯蘭堡国防大学。
他拥有战争研究和国防管理碩士學位。
在之前的任命中，他还担任过伊斯蘭堡空军总部空军参谋长、空军参谋长助理、空军副总参谋长、总干事、空军後勤副总参谋长和空軍战略司令部总司令。安華擅長驾驶过各种训练机和战斗机，包括F-16、F-6、FT-5、T-37和MFI-17等。